# 孙玉洁
孙玉洁（1992年8月10日—），辽宁鞍山人，中国女子击剑運動員。

## 簡歷
孙玉洁在8岁起开始在鞍山市体校跟隨教練王威练习击剑；及至2004年入選辽宁省击剑队。2007年，她代表中國青年击剑队參加世青赛，最後获得了第39名 。
孙玉洁在2008年进入国家击剑集训队。2009年4月，她已代表中國在世界青年击剑锦标赛中贏得冠军。同年7月，她在全国击剑锦标赛暨十一届运动会的击剑预赛中，贏得个人首个全国冠军；而在其後的全运会上，她又和队友合作为辽宁贏得女子重剑团体金牌。
2011年10月，孙玉洁在意大利卡塔尼亚举行的2011年世界击剑锦标赛中，僅敗在隊友李娜之下勇奪女子重剑亚军。
2012年，孙玉洁代表中国出戰英國倫敦舉行的奥林匹克运动会擊劍比賽女子個人重劍賽事。最終，她在铜牌賽中以15比11擊敗韩国的申雅岚，获得铜牌。
2016年，孙玉洁代表中国出战巴西里约热内卢举行的奥林匹克运动会击剑比赛女子重剑个人赛赛事。伦敦奥运会铜牌得主孙玉洁发挥欠佳，以10-15被韩国选手康映美爆冷击败，无缘16强。